# Po zmroku, kochanie
Po zmroku, kochanie (ang. After Dark, My Sweet) – amerykański film kryminalny z 1990 roku w reżyserii Jamesa Foleya, na podstawie powieści Jima Thompsona pod tym samym tytułem z 1955 roku.

## Opis fabuły
Bokser Kevin "Kid" Collins (Jason Patric) po zabiciu przeciwnika na ringu trafił do szpitala psychiatrycznego. Pewnego dnia mężczyzna ucieka. Poznaje Garretta Stokera (Bruce Dern), który proponuje mu duże pieniądze w zamian za pomoc w porwaniu chłopca z bardzo zamożnej rodziny.

## Obsada
- Jason Patric jako Kevin "Kid" Collins
- Bruce Dern jako Garrett "Wujek Bud" Stoker
- Rocky Giordani jako Bert
- Rachel Ward jako Fay Anderson
- Mike Hagerty jako kierowca ciężarówki
- George Dickerson jako Doc Goldman
- Corey Carrier jako Jack
- James Cotton jako Charlie

i inni